# Міхалув (Здунськовольський повіт)
Міхалув (пол. Michałów) — село в Польщі, у гміні Здунська Воля Здунськовольського повіту Лодзинського воєводства.
Населення — 547 осіб (2011).
У 1975-1998 роках село належало до Серадзького воєводства.

## Демографія
Демографічна структура станом на 31 березня 2011 року:
|          | Загалом | Допрацездатний вік | Працездатний вік | Постпрацездатний вік |
| -------- | ------- | ------------------ | ---------------- | -------------------- |
| Чоловіки | 283     | 59                 | 198              | 26                   |
| Жінки    | 264     | 46                 | 153              | 65                   |
| Разом    | 547     | 105                | 351              | 91                   |